# Чичигальпа
Чичига́льпа (исп. Chichigalpa) — город и муниципалитет в северо-западной части Никарагуа, на территории департамента Чинандега.

## Географическое положение
Город расположен в юго-западной части департамента, примерно в 15 км от города Чинандега. Абсолютная высота — 65 метров над уровнем моря. Площадь муниципалитета составляет 225 км², однако непосредственно город Чичигальпа с пригородами занимает только 3,5 км².
Климат города характеризуется как тропический. Сухой сезон продолжается с ноября по апрель, сезон дождей — с мая по октябрь. Наиболее жаркий месяц — апрель.

## История
В 1890 году здесь начал работу ликёро-водочный завод (с 1937 года освоивший производство рома "Flor de Caña").
В период с 1912 до 1925 года и с 1926 по 1933 год Никарагуа была оккупирована войсками США. В 1927—1934 годы под руководством генерала А. Сандино шла национально-освободительная война, в ходе которой в 1931 году армия Сандино заняла город Чичигальпа, разгромила местный гарнизон и вывезла трофейное оружие.
Позднее через город было проложено Панамериканское шоссе, соединившее Чичигальпу со столицей страны, городом Манагуа.

## Население
В 2013 году численность населения города составляла 38 002 человека.
Динамика численности населения города по годам:
| 1971   | 1995   | 2000   | 2005   | 2013   |
| ------ | ------ | ------ | ------ | ------ |
| 14 596 | 28 823 | 30 270 | 33 137 | 38 002 |

## Транспорт
Соединён асфальтированной дорогой с городом Чинандега.